# Calabuch
|  | No s'ha de confondre amb Calabuig. |

Calabuch és una pel·lícula espanyola, en blanc i negre, dirigida per Luis García Berlanga que va ser estrenada el 28 de setembre de 1956.

## Argument
Calabuch és un petit poble de la costa mediterrània valenciana (rodat a Peníscola) on va a parar el professor George Hamilton (Edmund Gwenn), un físic nuclear que realitza una recerca considerada secret d'estat, i que decideix que les seves investigacions deixin de servir interessos exclusivament militars. Per tal que ningú no el descobreixi, es fa dir Jorge i es fa passar per pobre.
Els habitants de la localitat a poc a poc van integrant el nouvingut, aquest decideix desenvolupar un coet que competeixi al concurs que té lloc cada any durant la festa major, i els focs artificials d'aquell any són els més espectaculars de la comarca.
El resultat és tan bo que arriba als mitjans de comunicació, que d'altra banda també difonen la cerca del científic desaparegut. Els habitants del poble descobreixen que el seu amic Jorge és en realitat el professor Hamilton, i intentaran ocultar-lo i protegir-lo per tal que es quedi amb ells, però el professor aviat és descobert per l'exèrcit, i haurà de tornar al seu país.

## Repartiment
- Edmund Gwenn: professor Jorge Serra Hamilton
- Valentina Cortese: professora
- Juan Calvo: Matías
- Franco Fabrizi: Langosta
- Félix Fernández: Don Félix
- Nicolás D. Perchicot: Andrés
- Mario Berriatúa: Juan
- Francisco Bernal: Crescencio
- María Vico: Teresa
- Isa Ferreiro: Carmen
- Manuel Guitián: Don Leonardo
- Casimiro Hurtado: Antonio
- Pedro Beltrán: Fermín
- Manuel Alexandre: Vicente
- Lolo García: Felipe
- José Isbert: Don Ramón
- José Luis Ozores: Cucherito
- Manuel Beringola: Alcalde (no surt als crèdits)
- Víctor Orallo: Vicente (no surt als crèdits)

## Premis i nominacions
La pel·lícula va guanyar el premi OCIC i va estar nominada al Lleó d'Or al Festival Internacional de Cinema de Venècia.

## TopònimCalabuch
Al País Valencià no hi ha cap poble anomenat Calabuch. Sí que existeix el topònim Calabuig, una entitat de població del municipi de Bàscara, a l'Alt Empordà, a més del seu respectiu cognom. Berlanga va fer una adaptació d'aquest topònim al sistema ortogràfic del castellà.